# Titanosaure
|  | Per a altres significats, vegeu «Titanosaures». |

Els titanosaures (Titanosaurus, del grec "rèptil titànic") constitueixen un gènere de dinosaures sauròpodes que visqué al Cretaci superior, fa uns 70 milions d'anys. Podien arribar a mesurar entre 9 i 12 m de longitud i a pesar 13 tones.
Quadrúpede de coll llarg i dents amb forma de llapis, com el saltasaure tenia plaques òssies a la pell les quals van provocar una condició en la classificació en ser trobat a l'Índia al segle xix. Primer se'l va col·locar conjuntament amb els nodosaures per aquest sistema de defensa, llavors amb l'aparició d'altres sauròpodes a Sud-amèrica es va aconseguir la seva classificació correcta. Amb descobriments més recents d'altres gèneres relacionats, va ser quan els científics es varen adonar que les restes d'una armadura òssia trobada en les proximitats pertanyia també a aquest dinosaure. Aquest descobriment significa que, de la mateixa manera que el saltasaure, probablement tenia plaques distribuïdes per tot el seu dorsal. Utilitzava les urpes de les seves potes davanteres i la seva llarga cua per a defensar-se dels predadors.
S'han trobat ous fòssils d'aquests animals, de forma quasi esfèrica i alguns amb embrions al seu interior, el que ha permès un estudi detallat de les parts embrionàries. Això demostra que eren ovípars i no vivípars com s'havia especulat.

## A Catalunya
El 1985 es va trobar, als Jaciments de Fumanya, icnites de titanosaure. El 2007 es van trobar una posta d'ous de titanosaure, a Coll de Nargó. Actualment es poden observar al museu de l'Institut Català de Paleontologia Miquel Crusafont.